# Драгасија
Драгасија (грч. Δραγασιά) је насељено место у општини Горуша у периферији Западна Македонија, Грчка. Према попису из 2021. године било је 40 становника.
Насеље је 1913. године имало 432 житеља и било је насељено грчким хришћанским и муслиманским (Валахади) становништвом. Драгасија се налази у области Населица, која је некада била насељена словенским становништвом које је касније хеленизовано. Године 1923. муслиманско становништво је принудно исељено у Турску а на њихово место је насељена 21 грчка избегличка породица, укупно 92 особе. На попису из 1928. године Драгасија је имала 315 становника. Село се раније звало Дислап.